# Concerto pour violon de Britten
Pour les articles homonymes, voir Concerto pour violon (homonymie).
Le concerto pour violon, op. 15, dont la composition a commencé en Angleterre en 1938 et s'est achevée aux États-Unis en 1939, est l'unique concerto pour violon de Benjamin Britten, créé à New York le 29 mars 1940 par Antonio Brosa avec le New York Philharmonic Orchestra dirigé par sir John Barbirolli. Une version révisée de ce concerto a été préparée dans les années cinquante pour la partie solo du violon, avec l'aide de Manoug Parikian.

## Structure
Le concerto se compose de trois mouvements :
1. Moderato con moto
2. Vivace - Cadenza - Attaca -
3. Passacaglia: Andante lento (un poco meno mosso)

## Réception
Dans une interview en 2001, le violoniste James Ehnes répondant à la question « Comment expliquez vous que Concerto de Britten ne parvient pas à s'imposer au répertoire ? », répondait : 

« Parce qu'il est trop dur. Il y a des pièges techniques extrêmement vicieux, proches de l'injouable. Et pour le violoniste, il n'est pas immédiatement gratifiant : ce n'est pas une œuvre qui fait se lever les foules. Son effet sur l'auditeur est psychologique et profond. Certains violonistes n'aiment pas consacrer tant d'efforts pour générer si peu d'enthousiasmes. »

## Discographie
| Enregistrement         | Violoniste             | Chef d'orchestre             | Orchestre                                  | Label                                                            |
| ---------------------- | ---------------------- | ---------------------------- | ------------------------------------------ | ---------------------------------------------------------------- |
| 1948                   | Theo Olof              | John Barbirolli              | Hallé Orchestra                            | "British Composers" EMI Classics CDM5 66053-2 (OCLC 900137044)   |
| 1952/53                | Antonio Brosa          | Ian Whyte                    | Orchestre symphonique écossais de la BBC   | LP Stereo Records & Tapes SRT/Custom 009                         |
| 7 avril 1967           | Wanda Wiłkomirska      | Witold Rowicki               | Orchestre philharmonique de Varsovie       | Orchestral Concerts CD12/2011                                    |
| 17-23 septembre 1967   | Nora Grumlíková        | Peter Maag                   | Orchestre symphonique de Prague            | Supraphon 1106532 (OCLC 27742464)                                |
| décembre 1970          | Mark Lubotsky          | Benjamin Britten             | English Chamber Orchestra                  | Decca 417 308-2 (OCLC 23011858)                                  |
| 13-15 avril 1974       | Rodney Friend (en)     | John Pritchard               | London Philharmonic Orchestra              | EMI Classics (OCLC 56934655)                                     |
| 12-13 juin 1977        | Ida Haendel            | Paavo Berglund               | Orchestre symphonique de Bournemouth       | EMI Classics CDM 764202-2 / 0953952 (OCLC 840327757)             |
| octobre 1989           | Lorraine McAslan       | Steuart Bedford              | English Chamber Orchestra                  | Collins Classics 1123-2 (OCLC 24006628)                          |
| 24-25 janvier 1997     | Rebecca Hirsch         | Takuo Yuasa                  | Orchestre symphonique écossais de la BBC   | Naxos 8.553882 (OCLC 937435999)                                  |
| 29-30 novembre 2000    | Lydia Mordkovitch      | Richard Hickox               | Orchestre symphonique de la BBC            | Chandos CHAN 9910 (OCLC 47597491)                                |
| décembre 2002          | Maxim Vengerov         | Mstislav Rostropovich        | Orchestre symphonique de Londres           | EMI Classics 5 57510 2 (OCLC 52130628) et vidéo (OCLC 808816936) |
| 26-28 août 2003        | Daniel Hope            | Paul Watkins (musicien) (en) | Orchestre symphonique de la BBC            | Warner Classics 2564-60291-2 (OCLC 178839389)                    |
| 27/29 octobre 2004     | Frank Peter Zimmermann | Manfred Honeck               | Orchestre symphonique de la radio suédoise | Sony Classical 88697 439992 (OCLC 431903220)                     |
| 13 juillet/2 août 2009 | Janine Jansen          | Paavo Järvi                  | Orchestre symphonique de Londres           | Decca 000289 478 1530 3 (OCLC 443221168)                         |
| 12-13 janvier 2011     | Anthony Marwood        | Ilan Volkov                  | Orchestre symphonique écossais de la BBC   | Hyperion CDA67801 (OCLC 775422985)                               |
| septembre 2012         | Tasmin Little          | Edward Gardner               | Orchestre philharmonique de la BBC         | Chandos CHAN 10764 (OCLC 842240344)                              |
| 2-3 décembre 2012      | James Ehnes            | Kirill Karabits              | Orchestre symphonique de Bournemouth       | Onyx ONYX4113 (OCLC 906564276)                                   |
| 1-3/6 novembre 2012    | Gil Shaham             | Juanjo Mena                  | Orchestre symphonique de Boston            | Canary Classics CC12 (OCLC 872281531)                            |
| 26-29 août 2013        | Linus Roth             | Mihkel Kütson                | Deutsches Symphonie-Orchester Berlin       | SACD Challenges (OCLC 879345915)                                 |
| juillet/août 2015      | Vilde Frang,           | James Gaffigan               | hr-Sinfonieorchester                       | Warner Classics 0825646009213 (OCLC 939555820)                   |